# Anacroneuria tena
Anacroneuria tena és una espècie d'insecte plecòpter pertanyent a la família dels pèrlids.

## Descripció
- Els adults presenten la base de les antenes clares, els palps foscos, les potes marró groguenc, el cap principalment groc amb pigments marrons només sobre els ocels, el pronot rugós amb franges amples i fosques i les membranes alars molt iridescents amb gairebé tota la nervadura fosca.
- Les ales anteriors dels mascles fan 9 mm de llargària.
- La femella no ha estat encara descrita.[5]

## Hàbitat
En el seu estadi immadur és aquàtic i viu a l'aigua dolça, mentre que com a adult és terrestre i volador.

## Distribució geogràfica
Es troba a Sud-amèrica: l'Equador.